# Ära- och Rullamossen
Ära- och Rullamossen este o arie protejată (arie specială de conservare — SAC, sit de importanță comunitară — SCI, arie de protecție specială avifaunistică — SPA) din Suedia întinsă pe o suprafață de 262,2 ha, integral pe uscat.

## Localizare
Centrul sitului Ära- och Rullamossen este situat la coordonatele 57°45′50″N 13°32′42″E / 57.764°N 13.5449°E.

## Înființare
Situl Ära- och Rullamossen a fost declarat sit de importanță comunitară în mai 2006 pentru a proteja 6 specii de animale. Alte tipuri de protecție:
- arie de protecție specială avifaunistică (în mai 2006)[2]
- arie specială de conservare (în ianuarie 2014)[1][3][4]

## Biodiversitate
Situată în ecoregiunea boreală, aria protejată conține 2 habitate naturale: Turbării active, Mlaștini turboase de tranziție și turbării mișcătoare.
La baza desemnării sitului se află mai multe specii protejate de  păsări (6): cufundar mic (Gavia stellata), cocor (Grus grus), ploier auriu (Pluvialis apricaria), cocoșul de mesteacăn (Tetrao tetrix tetrix),  cocoș de munte (Tetrao urogallus), fluierar de mlaștină (Tringa glareola).